# Progyrator mamertinus
Progyrator mamertinus är en plattmaskart som först beskrevs av Graff 1874, och fick sitt nu gällande namn av Reizinger 1926. Progyrator mamertinus ingår i släktet Progyrator och familjen Polycystididae. Inga underarter finns listade i Catalogue of Life.